# Руська Ляжмар
Ру́ська Ляжма́р (рос. Русская Ляжмарь, марій. Руш Лажмарий) — присілок у складі Параньгинського району Марій Ел, Росія. Адміністративний центр Русько-Ляжмаринського сільського поселення.

## Населення
Населення — 469 осіб (2010; 506 у 2002).
Національний склад (станом на 2002 рік):
- марі — 79 %